# Najeeb Yakubu
Najeeb Yakubu (Accra, 1º maggio 2000) è un calciatore ghanese naturalizzato nigerino, difensore del Persijap Jeapara.

## Caratteristiche tecniche
È un terzino destro.

## Carriera

### Club
Acquistato dal Vorskla nel 2018, ha esordito in prima squadra il 20 ottobre in occasione dell'incontro di Prem"jer-liha perso 1-0 contro la Dinamo Kiev. Cinque giorni più tardi ha esordito anche in Europa League giocando il match della fase a gironi vinto 1-0 contro il Qarabağ ed il 4 novembre seguente ha segnato la sua prima rete, fissando il punteggio sul definitivo 2-0 contro il L'viv al 39' del primo tempo.
Tra il 2022 ed il 2023 ha giocato in prestito all'Ilves, club con il quale ha disputato 17 partite nella prima divisione finlandese; tornato in Ucraina, nell'estate del 2024 si è trasferito nella prima divisione kosovara al Prishtina, club con cui ha vinto la Coppa del Kosovo 2024-2025.

### Nazionale
Ha giocato nella nazionale ghanese Under-17.
Nel 2022 ha esordito nella nazionale maggiore nigerina.

## Statistiche
Statistiche aggiornate al 24 ottobre 2020.

### Presenze e reti nei club
| Stagione        | Squadra         | Campionato      | Campionato | Campionato | Coppe nazionali | Coppe nazionali | Coppe nazionali | Coppe continentali | Coppe continentali | Coppe continentali | Altre coppe | Altre coppe | Altre coppe | Totale | Totale | Totale |
| Stagione        | Squadra         | Comp            | Pres       | Reti       | Comp            | Pres            | Reti            | Comp               | Pres               | Reti               | Comp        | Pres        | Reti        | Pres   | Reti   |        |
| --------------- | --------------- | --------------- | ---------- | ---------- | --------------- | --------------- | --------------- | ------------------ | ------------------ | ------------------ | ----------- | ----------- | ----------- | ------ | ------ | ------ |
| 2018-2019       | Vorskla         | PL              | 5          | 1          | CU              | 1               | 0               | UEL                | 2                  | 0                  |             | -           | -           | 5      | 1      |        |
| 2019-2020       | Vorskla         | PL              | 13         | 1          | CU              | 2               | 0               |                    | -                  | -                  |             | -           | -           | 13     | 1      |        |
| 2020-2021       | Vorskla         | PL              | 7          | 0          | CU              | 1               | 0               |                    | -                  | -                  |             | -           | -           | 7      | 0      |        |
| Totale carriera | Totale carriera | Totale carriera | 25         | 2          |                 | 4               | 0               |                    | 2                  | 0                  |             | -           | -           | 31     | 2      |        |

### Cronologia presenze e reti in nazionale
| Cronologia completa delle presenze e delle reti in nazionale ― Niger | Cronologia completa delle presenze e delle reti in nazionale ― Niger | Cronologia completa delle presenze e delle reti in nazionale ― Niger | Cronologia completa delle presenze e delle reti in nazionale ― Niger | Cronologia completa delle presenze e delle reti in nazionale ― Niger | Cronologia completa delle presenze e delle reti in nazionale ― Niger | Cronologia completa delle presenze e delle reti in nazionale ― Niger | Cronologia completa delle presenze e delle reti in nazionale ― Niger |
| Data                                                                 | Città                                                                | In casa                                                              | Risultato                                                            | Ospiti                                                               | Competizione                                                         | Reti                                                                 | Note                                                                 |
| -------------------------------------------------------------------- | -------------------------------------------------------------------- | -------------------------------------------------------------------- | -------------------------------------------------------------------- | -------------------------------------------------------------------- | -------------------------------------------------------------------- | -------------------------------------------------------------------- | -------------------------------------------------------------------- |
| 23-9-2022                                                            | Alessandria d'Egitto                                                 | Egitto                                                               | 3 – 0                                                                | Niger                                                                | Amichevole                                                           | -                                                                    | 68’                                                                  |
| 25-9-2022                                                            | Alessandria d'Egitto                                                 | Niger                                                                | 0 – 0                                                                | Liberia                                                              | Amichevole                                                           | -                                                                    | 67’                                                                  |
| 23-3-2023                                                            | Algeri                                                               | Algeria                                                              | 2 – 1                                                                | Niger                                                                | Qual. Coppa d'Africa 2023                                            | -                                                                    |                                                                      |
| 27-3-2023                                                            | Tunisi                                                               | Niger                                                                | 0 – 1                                                                | Algeria                                                              | Qual. Coppa d'Africa 2023                                            | -                                                                    | 52’                                                                  |
| 18-6-2023                                                            | Dar es Salaam                                                        | Tanzania                                                             | 1 – 0                                                                | Niger                                                                | Qual. Coppa d'Africa 2023                                            | -                                                                    |                                                                      |
| 7-9-2023                                                             | Marrakech                                                            | Niger                                                                | 0 – 2                                                                | Uganda                                                               | Qual. Coppa d'Africa 2023                                            | -                                                                    | 59’                                                                  |
| 9-9-2024                                                             | Berkane                                                              | Niger                                                                | 1 – 1                                                                | Ghana                                                                | Qual. Coppa d'Africa 2025                                            | -                                                                    | 90’                                                                  |
| 18-11-2024                                                           | Accra                                                                | Ghana                                                                | 1 – 2                                                                | Niger                                                                | Qual. Coppa d'Africa 2025                                            | -                                                                    | 45’                                                                  |
| Totale                                                               |                                                                      | Presenze                                                             | 8                                                                    |                                                                      | Reti                                                                 | 0                                                                    |                                                                      |

## Palmarès

### Club

#### Competizioni nazionali
- Coppa del Kosovo: 1

Prishtina: 2024-2025